# Wismar (svenskt guvernement)

Karta över svenska Wismar, Neukloster och Poel.

Wismar med exklaverna Poel och Neukloster i Mecklenburg var en svensk besittning 1648-1803. År 1803 förpantades området till hertigen av Mecklenburg-Schwerin på 100 år, med svensk återinlösningsrätt. Den 20 juni 1903 förklarades Wismar formellt avträtt av Sverige och området annekterades av hertigdömet Mecklenburg-Schwerin i Kejsardömet Tyskland.  
Wismar tillföll Sverige vid Westfaliska freden. Till skillnad från övriga besittningar styrdes den inte av en generalguvernör utan av en guvernör. Wismar var 1653–1802 säte för Wismarska tribunalet (Tribunalet i Wismar), överdomstol för de svenska besittningarna inom Tysk-romerska riket. Från 1654 ingick Poel och Neukloster i Drottning Kristinas (1626–1689) underhållsländer. 
1803 pantsattes Wismar på 100 år till hertigdömet Mecklenburg-Schwerin. På samma gång överflyttades alla suveränitetsrättigheter på hertigen och hans arvingar och dessa förband sig till att aldrig avträda panten till någon främmande makt, inte befästa staden eller förvandla Wismar till krigshamn. För Sveriges del genomfördes affären för att få ihop en tillräcklig silverfond för att lösa in riksgäldssedlarna, vilket man beslutat om på riksdagen 1800.
Wismars egentliga betydelse för Sverige hade varit av militär art. Det hade på sin tid bildat en strategisk länk mellan svenska Pommern och Bremen-Verden. Men efter 1719, då Sverige tvingades avträda Bremen och Verden, förlorade staden denna betydelse och var sedan mest som en spillra av Sveriges forna stormaktsvälde.
För Sverige var uppgörelsen ekonomiskt förmånlig. Den årliga räntan på det erhållna kapitalet uppgick nämligen till mer än dubbelt så mycket som staden tidigare hade inbringat.
Panten löstes aldrig in och 20 juni 1903 avstod Sverige även formellt från sin återlösningsrätt.